# Resonance II
Resonance II es un álbum recopilatorio de la banda británica de rock Anathema. Fue lanzado en 2002 como el segundo de los dos álbumes de la banda que contienen tanto grandes éxitos como material inédito. El otro álbum de este tipo se llama Resonance, y fue lanzado en 2001.

## Lista de canciones
| Resonance II |                             |          |  |
| N.º          | Título                      | Duración |  |
| 1.           | «Lovelorn Rhapsody»         | 5:49     |  |
| 2.           | «Sweet Tears»               | 4:12     |  |
| 3.           | «Sleepless 96»              | 4:31     |  |
| 4.           | «Eternal Rise of the Sun»   | 6:34     |  |
| 5.           | «Sunset of Age»             | 6:55     |  |
| 6.           | «Nocturnal Emission»        | 4:18     |  |
| 7.           | «A Dying Wish»              | 8:12     |  |
| 8.           | «Hope»                      | 5:54     |  |
| 9.           | «Cries in the Wind»         | 5:03     |  |
| 10.          | «Fragile Dreams»            | 5:32     |  |
| 11.          | «Empty»                     | 3:00     |  |
| 12.          | «Nailed to the Cross / 666» | 4:10     |  |
| 13.          | «Mine Is Yours» (Video)     |          |  |
| 64:10        |                             |          |  |

- Datos: Q1932793